# 解貫
解貫（1390年—？），字宗道，直隸永平府撫寧縣人，明朝政治人物。進士出身。

## 生平
順天府鄉試第七十八名。宣德五年（1430年）丁丑科會試第五十九名，殿試登進士第三甲第四十七名。

## 家族
曾祖解唐輊。祖父解人美。父亲解大。